# Претревиль
Претреви́ль (фр. Prêtreville) — коммуна во Франции, находится в регионе Нижняя Нормандия. Департамент коммуны — Кальвадос. Входит в состав кантона Лизьё 3-й кантон. Округ коммуны — Лизьё.
Код INSEE коммуны — 14522.

## Население
Население коммуны на 2010 год составляло 436 человек.
| 1962 | 1968 | 1975 | 1982 | 1990 | 1999 | 2010 |
| ---- | ---- | ---- | ---- | ---- | ---- | ---- |
| 323  | 295  | 229  | 285  | 328  | 334  | 436  |

## Экономика
В 2010 году среди 300 человек трудоспособного возраста (15—64 лет) 218 были экономически активными, 82 — неактивными (показатель активности — 72,7 %, в 1999 году было 73,9 %). Из 218 активных жителей работали 197 человек (108 мужчин и 89 женщин), безработных было 21 (10 мужчин и 11 женщин). Среди 82 неактивных 16 человек были учениками или студентами, 43 — пенсионерами, 23 были неактивными по другим причинам.